# Exochus plicatus
Exochus plicatus là một loài tò vò trong họ Ichneumonidae.